# NGC 2317
NGC 2317 في الفهرس العام الجديد، هي مجرة، تقع في كوكبة وحيد القرن. اكتشفت بواسطة ويليام بارسونز.

## روابط خارجية
- NGC 2317 على موقع ويكي سكاي: DSS2, SDSS, GALEX, IRAS, Hydrogen α, X-Ray, Astrophoto, Sky Map, Articles and images